# Folimanka (usedlost)
Folimanka je zaniklá usedlost a mlýn v Praze 2-Vinohradech, jižně pod Karlovem na pravém břehu potoka Botiče, na pomezí Vinohrad, Nuslí a Nového Města.

## Historie
Vinice zde bývala již ve 14. století, kdy patřila staroměstskému měšťanovi Jakubovi Folimanovi, po kterém získala jméno. Foliman držel vinici podle viničních knih roku 1353. Roku 1391 přešla vinice koupí do majetku apatykáře z Florencie Ludvíka Angela, který ji roku 1415 rozšířil o sousední východní vinice. Jeho strýc, Angelo z Florencie, byl dvořanem Karla IV. a zakladatelem v Praze první lékárnické zahrady v místech pošty v Jindřišské ulici. Ludvík jako jeho nástupce v této zahradě dál pěstoval koření a byliny.
Jako odúmrť přešla Folimanka do majetku koruny a král Jiří z Poděbrad ji roku 1452 prodal Heřmanovi ze Zhořce. Součástí tohoto prodeje byl i meruňkový sad, který byl roku 1477 prodán majiteli sousední vinice v Nuselském údolí.

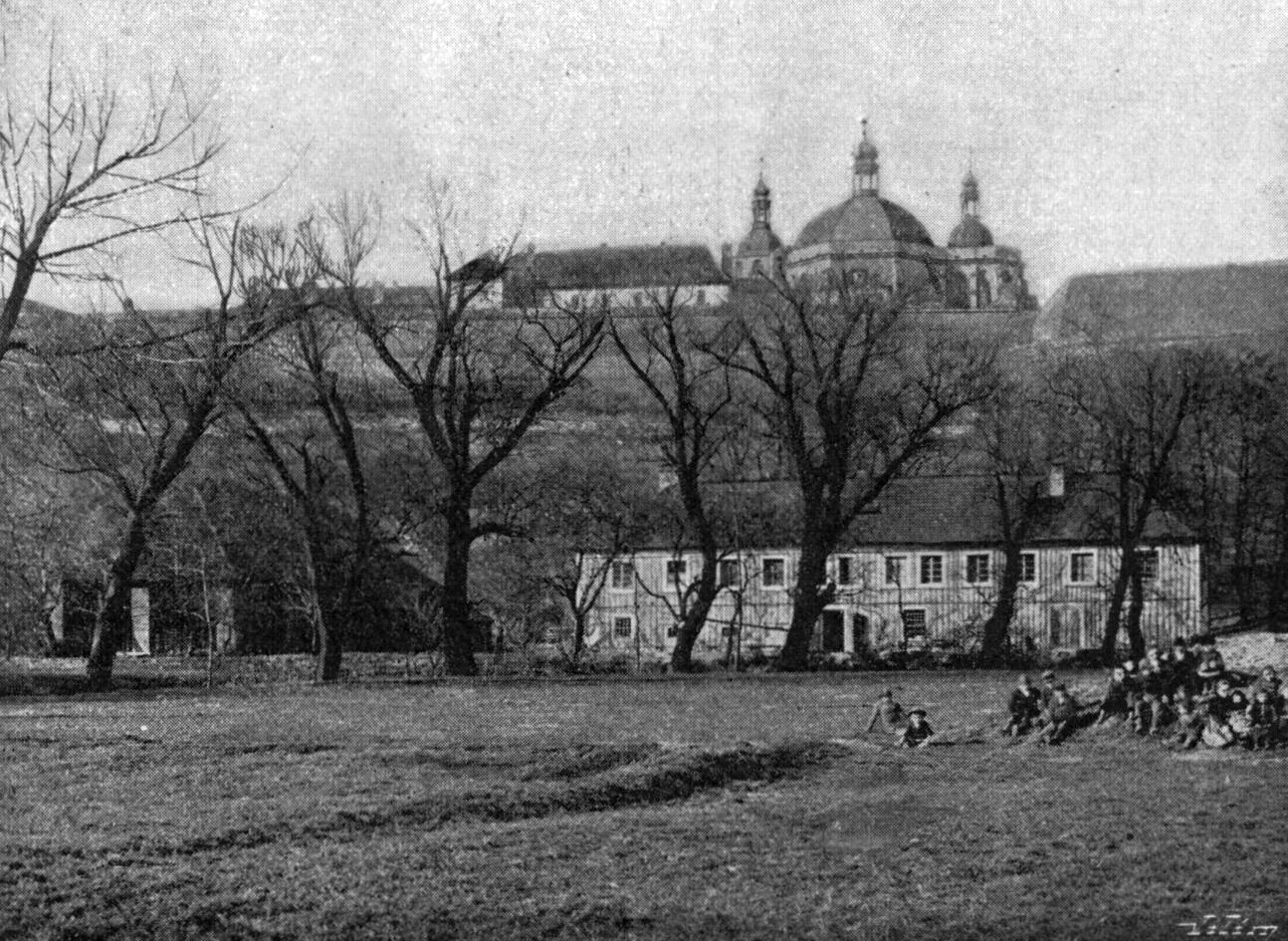
Usedlost s Karlovem v pozadí (1898)

Usedlost zde byla postavena v 18. století a uvádí se k ní 13 strychů polí a 8 strychů vinic jako deskový statek. Jejím majitelem byl lékař Ludvík Jindřich Voss s manželkou. Dalšími majiteli byli zapsáni roku 1808 rodina Wimmerů a roku 1841 JUDr. Václav Josef Mayer, který dal hlavní budovu usedlosti přestavět. Jeho dědicům náležela až do roku 1918.

### Po roce 1918
V tu dobu koupil Folimanku s pozemky Spolek pro zřízení ortopedického pavilonu dětského v Praze a budovu nechal přestavět. Během 2. světové války byl Spolek rozpuštěn a roku 1944 budova s pozemky přidělena městu Praze za náhradu 80.000 Kč. Přestože Praha pozemek nepřevzala a náhradu nezaplatila, byla zapsána jako vlastník.

### Po roce 1945
Plán postavit na pozemcích ortopedický pavilon a jesle s mateřskou školkou sice stále existoval, ale k jeho realizaci nedošlo. V 60. letech 20. století byla budova zbořena a místo s pozemky upraveno jako park. Roku 1977 zde byla postavena a otevřena sportovní hala Folimanka pro košíkovou, odbíjenou, stolní tenis, volejbal a judo. V současné době (2018) slouží hala výhradně basketbalu a judu sportovního klubu USK Praha.

## Mlýn
Před výstavbou usedlosti stál v těchto místech severně od náhonu vodní mlýn se třemi vodními koly. Je zaznamenán na Huberově plánu Prahy z roku 1769 v oblasti Nuslí. Zanikl ještě před rokem 1841 a jeho náhon byl zasypán.